# 近藤真彦 武道館

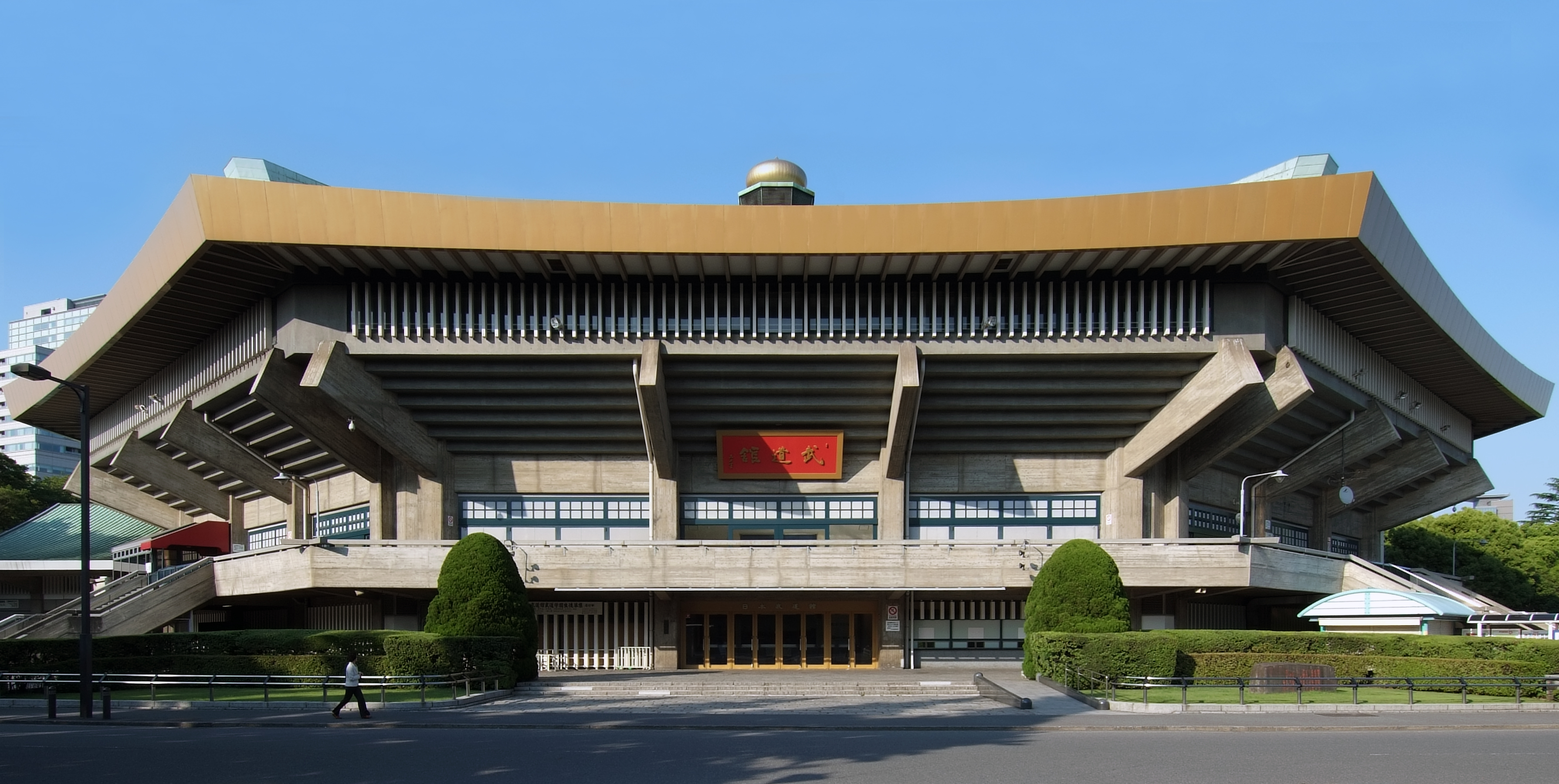
会場となった日本武道館

『近藤真彦 武道館』（こんどうまさひこぶどうかん）は、近藤真彦のライブ・ビデオ。

## 概要
デビュー5周年を迎えた近藤の初のライブ・ビデオであるが、当時所属していたRVCからの発売ではなく、日本ビクターからの発売となった。
1984年3月29日に日本武道館で行われた同日2回目のコンサートを収録。続編『近藤真彦 武道館 2』も同日の日本武道館公演を収録しているが、収録曲の被りは少ない。2021年4月時点で未DVD化。
今回のライブでは自身のオリジナル曲以外に、たのきんトリオ時代に開催したコンサートと同様にカバーを披露した。

## 収録曲
1. スニーカーぶる～す
2. ブルージーンズメモリー
3. ためいきロ・カ・ビ・リー
4. ハイティーン・ブギ[1]
5. 一番野郎
6. 10ccの涙
7. 哀しきハイスクール
8. マイ・ベイビー・レフト・ミー
9. ジューク・ボックス・ロックン・ローラー
10. ジュライ・モーニング
11. アイ・オブ・ザ・タイガー
12. ロッキン・マイ・ハート
13. ギンギラギンにさりげなく
14. ヨコハマ・チーク
15. ふられてBANZAI
16. 真夏の一秒
17. 情熱☆熱風☽せれなーで
18. ホーム・タウン・ジェニー

## クレジット
出演：近藤真彦・少年隊・ダブルス
総合プロデューサー：ジャニー喜多川
制作プロデューサー：大和剛
企画制作：ヤング・コミュニケーション
製作著作：日本ビクター株式会社・キョードー東京